# بی‌حسی موضعی
بی‌حسی موضعی (به انگلیسی: Local anesthesia) به روش‌هایی گفته می‌شود که حس را در بخش‌های خاصی از بدن از بین می‌برد. هدف از این کار ایجاد بی دردی موضعی است یعنی از بین بردن حس درد اگرچه دیگر حس‌های محیطی هم ممکن است تحت تأثیر قرار گیرند. این روش‌ها درد و استرس جراحی (مانند دندانپزشکی) را کاهش داده و در بسیاری از شرایط مانند سزارین نسبت به بیهوشی عمومی امن تر بوده و برتری دارد. همچنین بی‌حسی موضعی برای کاهش درد غیرجراحی و برای اینکه تشخیص علت دردهای مزمن آسان‌تر شود کاربرد دارد. گاهی متخصص بیهوشی دو روش بیهوشی عمومی و بی‌حسی موضعی را با هم به کار می‌برد.
اصطلاحات زیر گاهی به جای یکدیگر استفاده می‌شوند:
- بی‌حسی موضعی: که هدف آن ایجاد بی‌حسی در ناحیه کوچکی از بدن مانند دندانها یا قسمتی از پوست می‌باشد.[۳]
- بی‌حسی منطقه‌ای: که هدف آن ایجاد بی‌حسی در یک ناحیه بزرگتر مانند پا یا دست‌ها می‌باشد.[۳]

## تاریخچه
کوکائین اولین بی‌حس‌کننده موضعی طبیعی است. بیشتر داروهای بی‌حس‌کننده موضعی دیگر از ترکیبات شیمیایی صنعتی ساخته شده‌اند. کوکائین در سال ۱۸۰۰ میلادی وارد اروپا گردید و زیگموند فروید عصب شناس و روانکاو اتریشی از آن در درمان بیماران خود استفاده کرد. این دارو در سال ۱۸۸۰ در چشم‌پزشکی به کار رفت و کاربرد آن در دندانپزشکی توسط Hall متداول گردید. Halsted برای اولین بار در سال ۱۸۸۵ از کوکائین برای فلج موقتی عصب به عنوان بی‌حسی موضعی استفاده کرد. پروکائین و لیدوکائین از ترکیبات صناعی آن است که از سال ۱۹۴۰ تاکنون استفاده می‌شوند.

## موارد استفاده
بی‌حسی موضعی کاربرد وسیعی در پزشکی و دندانپزشکی دارد. در جراحی‌های اندام‌های حرکتی، جراحی‌های چشم، زایمان، نمونه برداری بافتی و بی‌حسی‌های نخاعی و برای تسکین دردهای غیرقابل کنترل با داروهای دیگر استفاده می‌شود.
داروهای بی‌حس‌کننده موضعی، به صورت برگشت‌پذیر باعث ایجاد بی‌حسی و از بین رفتن درد در یک ناحیه می‌شوند. زمانی که این داروها در مسیر عصب تزریق می‌شوند (مانند بلاک عصبی) می‌توانند اثراتی مانند بی‌دردی یا فلج عضلانی ایجاد کنند.
داروهای بی‌حس‌کننده موضعی در دو دسته موجود می‌باشد، استر و آمید. داروهای بی‌حس‌کننده موضعی صناعی از کوکائین بدست می‌آید. البته بین مشتقات کوکائین و کوکائین تفاوت وجود دارد، مشتقات کوکائین توانایی سوء استفاده ندارند و موجب انقباض عروقی و افزایش فشار خون نمی‌شوند، به جز روپیواکائین و مپیواکائین که به میزان کمی موجب انقباض عروق خونی می‌شود.
داروهای بی‌حس‌کننده موضعی ویژگی‌های گوناگونی دارند که به این دلیل از آن‌ها در تکنیک‌های مختلف استفاده می‌شود:
1. بی‌حس‌کننده سطحی (به انگلیسی: Topical anesthetic) (ایجاد بی‌حسی در سطوح مختلف از بدن بکار می‌روند)
2. بی‌حسی ارتشاحی (به انگلیسی: Infiltration Anesthesia)
3. بی‌حسی منطقه‌ای (به انگلیسی: Regional Anesthesia) (اصطلاحی در بیهوشی است که شامل دو روش اسپاینال و اپیدورال می‌شود)
  - اپیدورال
  - اسپاینال
  - بلاک عصبی

عوارض جانبی داروها به نوع بی‌حس‌کننده موضعی و ناحیه و روش استفاده از این دارو بستگی دارد. این عوارض می‌توانند در موارد زیر بروز کنند:
- بی‌حسی طولانی مدت یا فلج به دلیل عفونت، هماتوم، فشار بالای مایع در یک حفره محدود و قطع رشته عصبی توسط سوزن در هنگام تزریق ماده بی‌حس‌کننده موضعی[۷]
- واکنش‌های دارویی، حمله وازوواگال، کبود شدن به دلیل سمیت بی‌حس‌کننده موضعی (جهت مطالعه بیشتر)
- بی‌اثر شدن دارو به دلیل آبسه

## مکانیسم
عمده‌ترین مکانیسم اثر مواد بی‌حسی، مهار انتقال عصبی از طریق انسداد قابل برگشت کانال‌های سدیم است. جریان سدیم در غشاء سلول‌های عصبی، برای دپولاریزاسیون جدار سلول و در نتیجه برای عبور موج عصب الزامی است. وقتی عصب خاصیت دپولاریزاسیون را از دست بدهد، برانگیزش عصبی منتقل نمی‌شود.

## عوارض
اگر مقدار تزریق داروی بی‌حسی به‌طور دقیق کنترل شود عوارض بسیار کم است. بعضی عوارض موضعی بوده و به نحوه تزریق بستگی دارد مانند ایجاد خون‌مردگی و کبودی پوست و احتمال صدمه به عصب و وریدها. حساسیت موضعی به پاره‌ای از داروها نیز وجود دارد ولی احتمال آن کم است درصورتی‌که دوز دارو رعایت نشود علائم مغزی مانند خواب‌آلودگی و سرگیجه و حتی تشنج ممکن است بروز نماید.